# Benavides
Benavides és un municipi de la província de Lleó, a la comunitat autònoma de Castella i Lleó. Comprèn els nuclis de:
- Benavides de Órbigo
- Quintanilla del Monte
- Antoñán del Valle
- Quintanilla del Valle
- Vega de Antoñán
- Gualtares de Órbigo

## Demografia
| 1991  |  | 1996  |  | 2001  |  | 2004  |
| ----- |  | ----- |  | ----- |  | ----- |
| 3.204 |  | 3.096 |  | 3.018 |  | 2.929 |